# Січовий Володимир Іванович
Січовий Володимир Іванович (нар.10 травня 1929, с. Інгулець, Дніпропетровська область, Україна — †30 липня 2005) — перший заступник генерального директора з виробництва ДП «Виробниче об'єднання Південний машинобудівний завод ім. О. М. Макарова».

## Родина
За національністю українець.
- Батько — Іван Федосійович (1898—1953) — токар
- Мати — Наталія Петрівна (1899—1977) — домогосподарка
- Дружина — Фелікса Іванівна (1928—1996) — учителька історії
  - Син Юрій (1953—2001) — інженер, кандидат технічних наук
  - Син Олекса (нар. 1957) — кандидат технічних наук, доцент

## Освіта
Дніпропетровський державний університет, фізико-технічний факультет (1967), інженер-механік з літальних апаратів.
Автор наукових праць.

## Трудова діяльність
- З квітня 1944 — токар, шахтоупр. «Інгулець».
- З 09.1948 — учень, Херсон. судномеханічний технікумм.
- З 08.1952 — майстер, Херсонський суднобудівний завод.
- З 12.1952 — інженер,
- з 06.1954 — старший майстер,
- з 06.1955 — заступник начальника цеху,
- з 09.1957 — начальник цеху,
- з 04.1966 — головний диспетчер,
- з 06.1972 — начальник головного виробництва,
- з 12.1976 — начальник виробництва — заступник директора,
- з 1978 — начальник виробництва — заступник генерального директора,
- з 1991 — заступник генерального директора — директор ракетно-космічного заводу,
- з 1993 — перший заступник генерального директора ВО «Південний машинобудівний завод».

Академік Інженерної академії України.

## Відзнаки
- Лауреат Державної премії СРСР (1977)
- Ленінська премія (1991)
- Орден «Знак Пошани» (1959)
- Орден Трудового Червоного Прапора (1961)
- Орден Леніна (1971)
- Герой України (з врученням ордена Держави, 08.05.1999)[1]
- Почесна відзнака Президента України (1994)